# JT-Line
JT-Line Oy är ett finländskt familjeägt rederi, som bedriver turtrafik i Helsingfors skärgård. Det grundades 1993 av Juha Tiilikainen och bedrev trafik med det 1979 byggda träfartyget M/S Monica som första vattenbuss.

## Fartyg i urval
- M/S Amiralii - 19,66 meter lån, 6,00 meter bred, byggd 1984, stål, högst 218 passagerare [1]
- M/S Chapman - 18,85 meter lång, 5,26 meter bred, byggd 1988, aluminium, högst 178 passagerare [2]
- M/S Ilves - 16,03 meter lång, 4,82 meter bred, byggd 1984, furu och magogny, högst 136 passagerare[3]
- M/S Meritähti - 13,64 meter lång, 4,03 meter bred, byggd 1967, mahognykarr, högst 98 passagerare[4]
- M/S Monica -  13,98 meter lång, 4,69 meter bred, byggd 1979, renoverad 2001, furu och mahogny, högst 98 passagerare[5]
- M/S Hymy - 14,01 meter lång, 4,18 meter bred, byggd 1967, trä, högst 88 passagerare [6]
- PW/S Vispilä, 23,97 meter lång, 7,2 meter bred, byggd 1993, aluminium, högst 250 passagerare[7]

## Bildgalleri

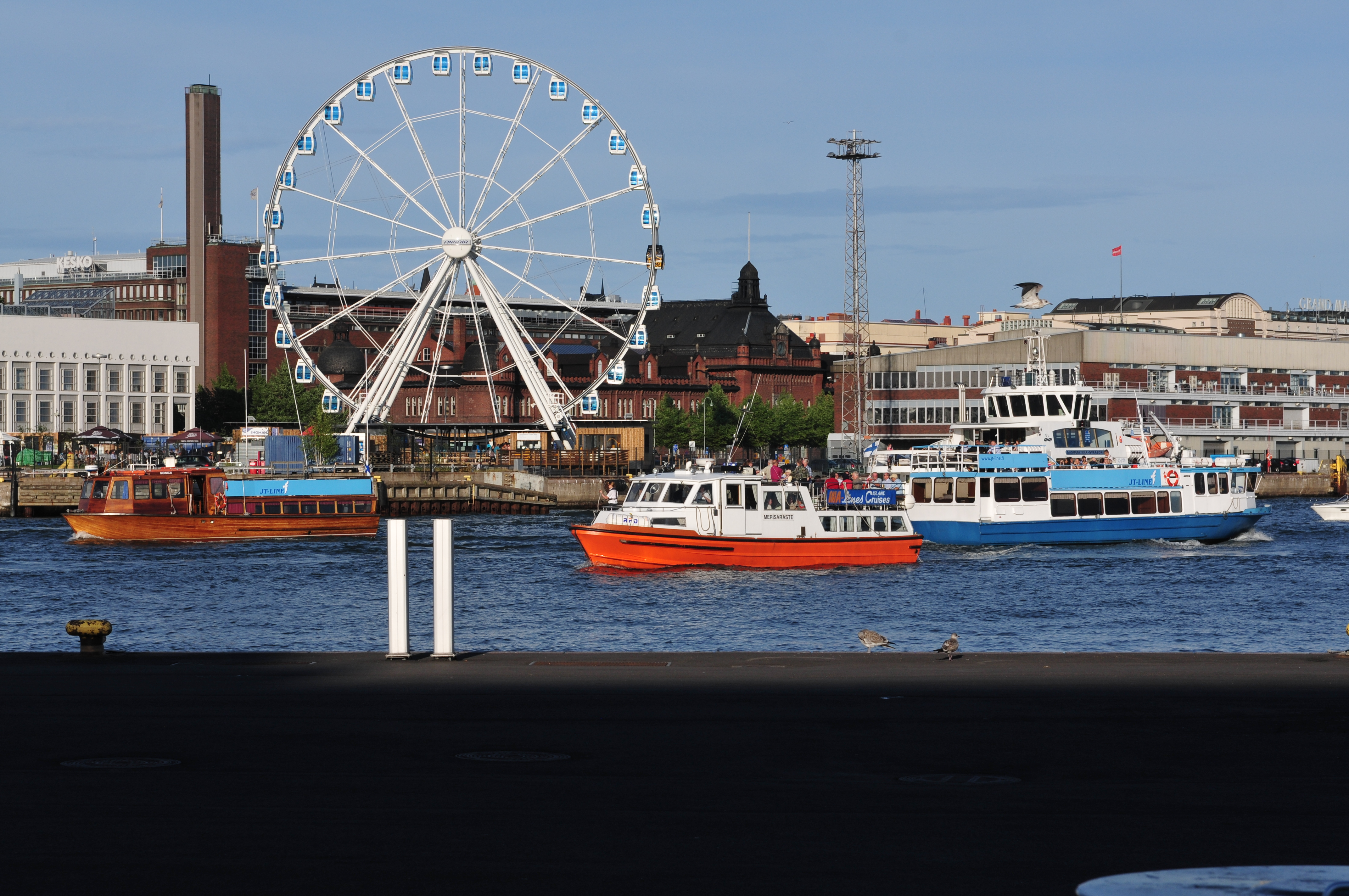
M/S Monica, M/S Merisaraste från IHA lines och M/S Chapman i Södra hamnen, 2014
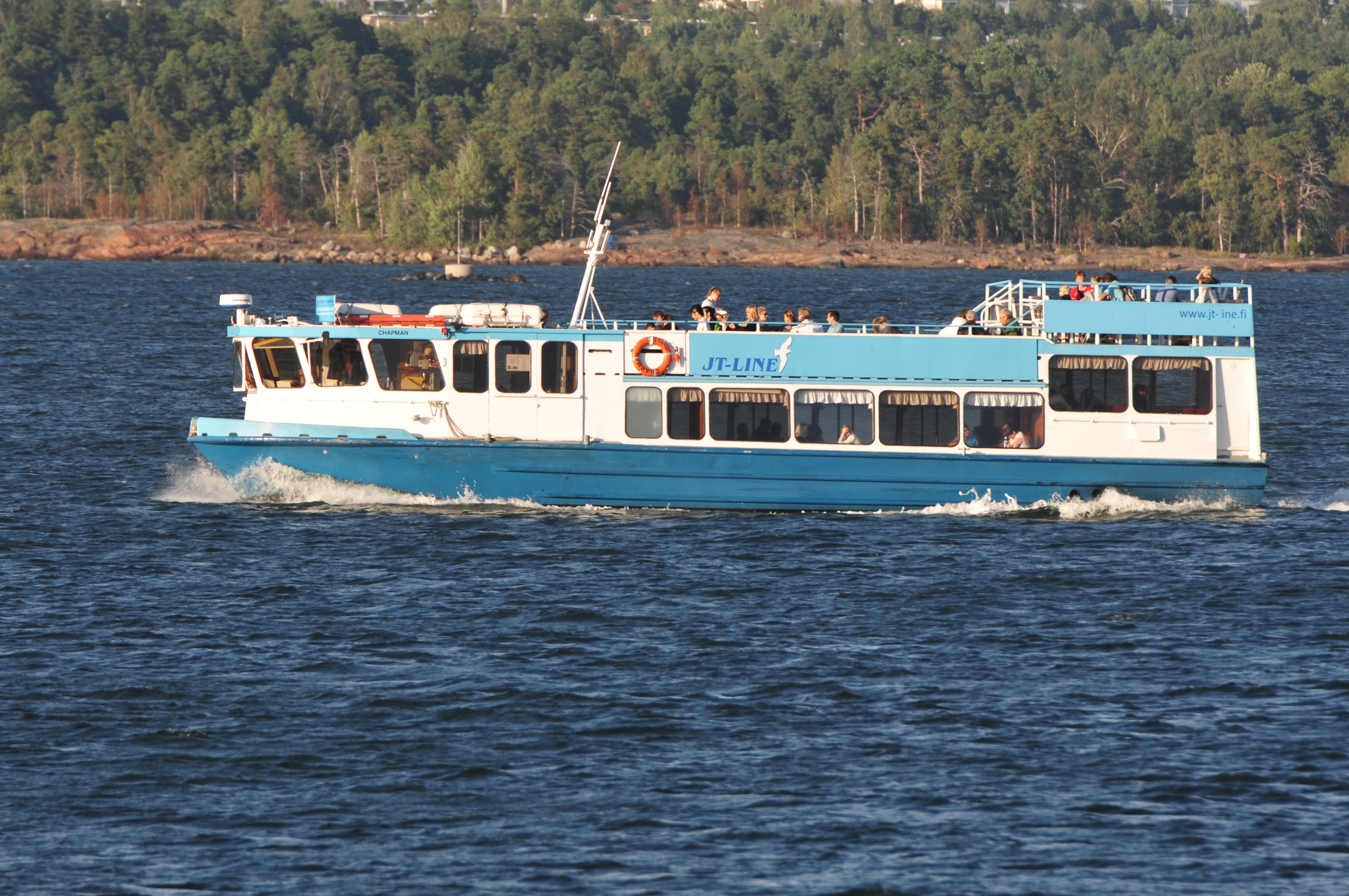
M/S Chapman
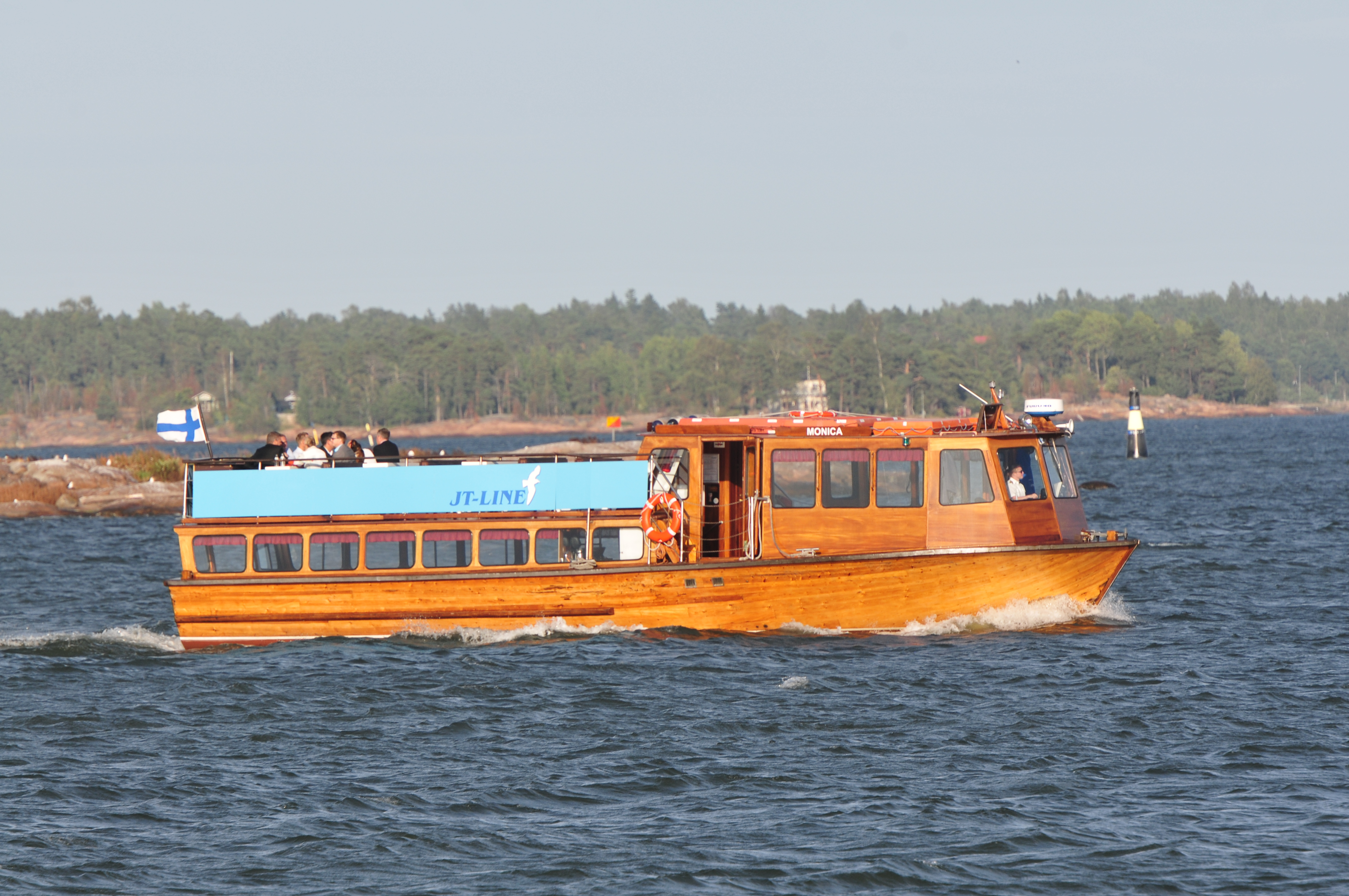
M/S Monica
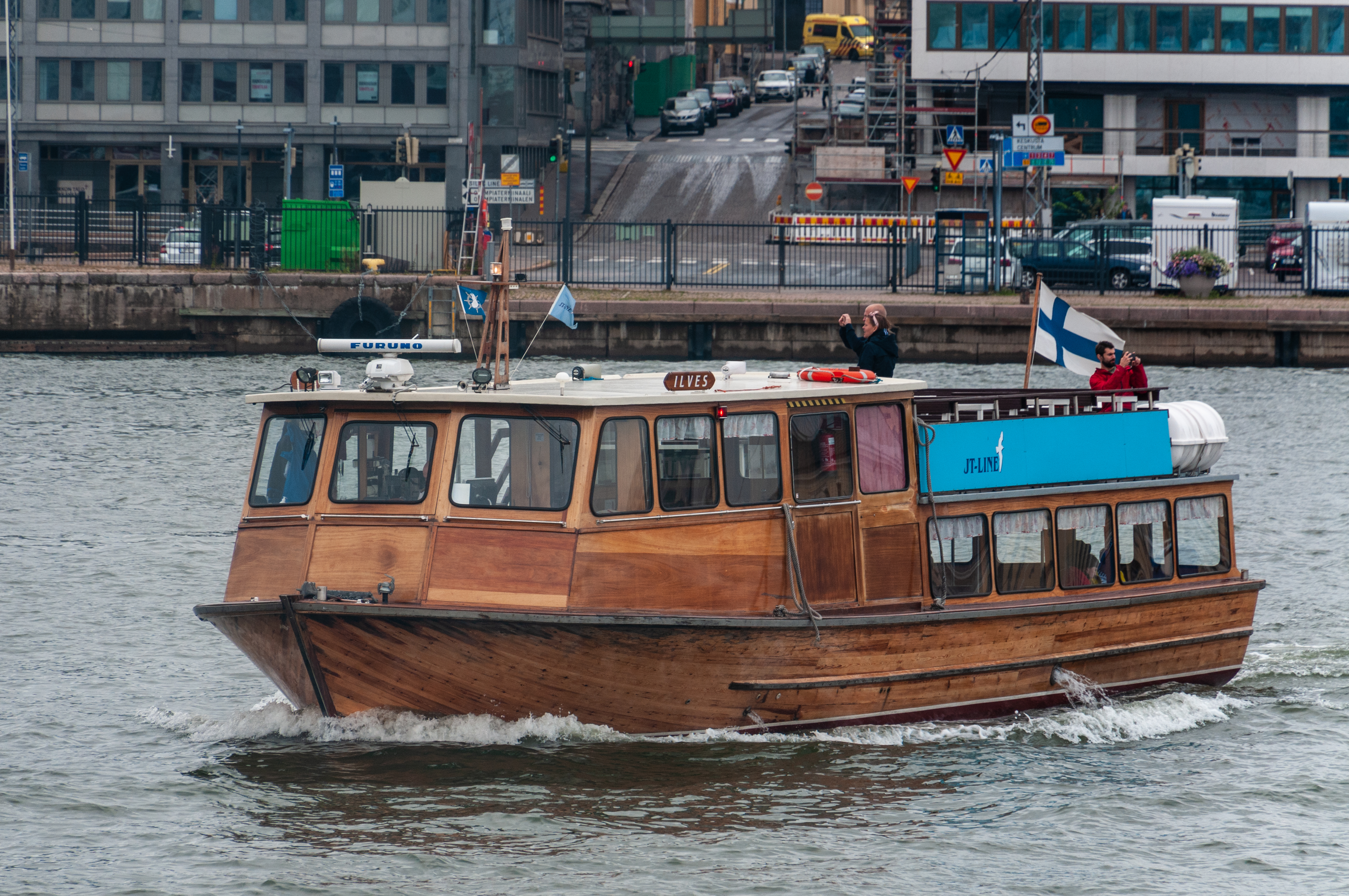
M/S Ilves
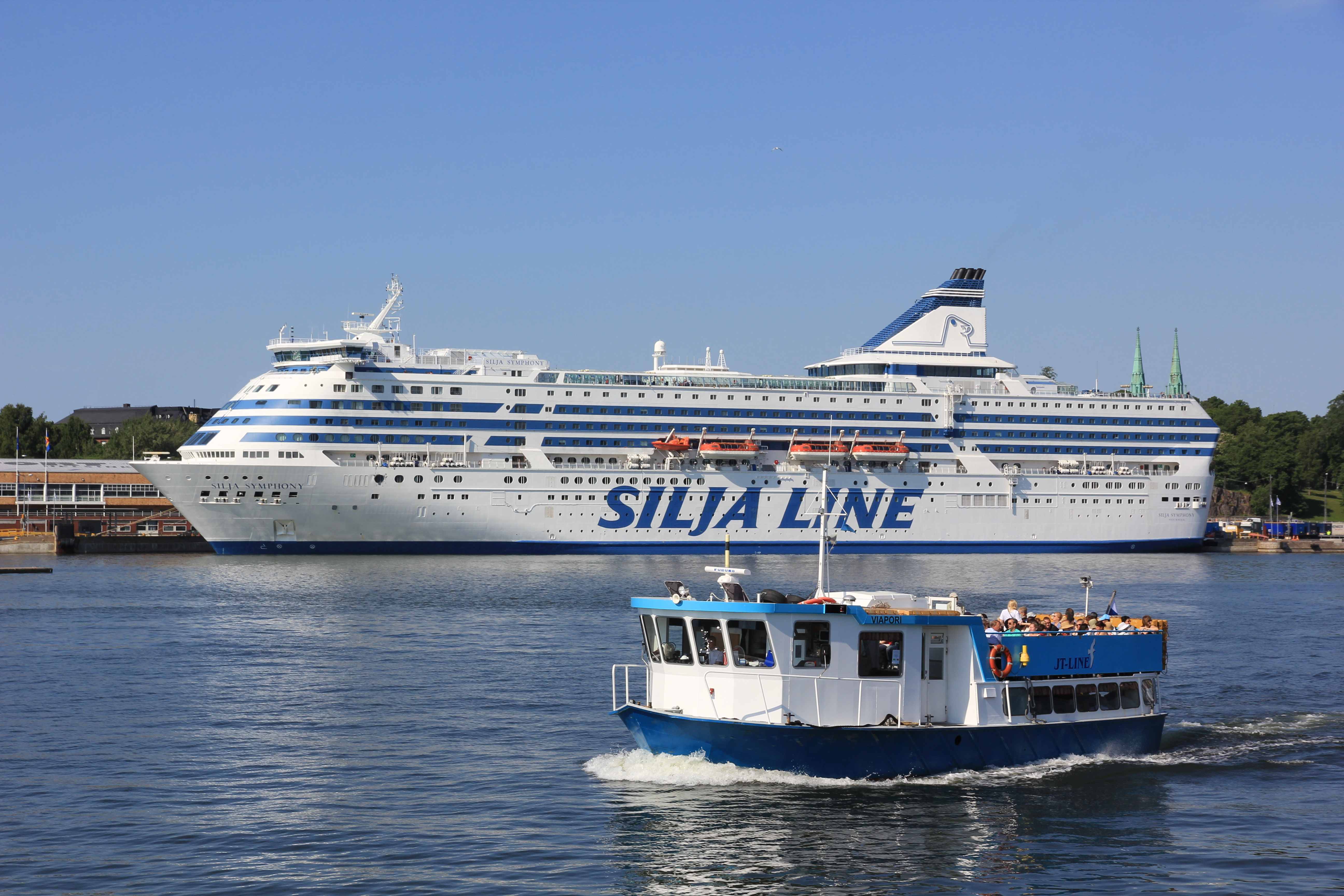
M/S Viapori och M/S Silja Symphony, 2011
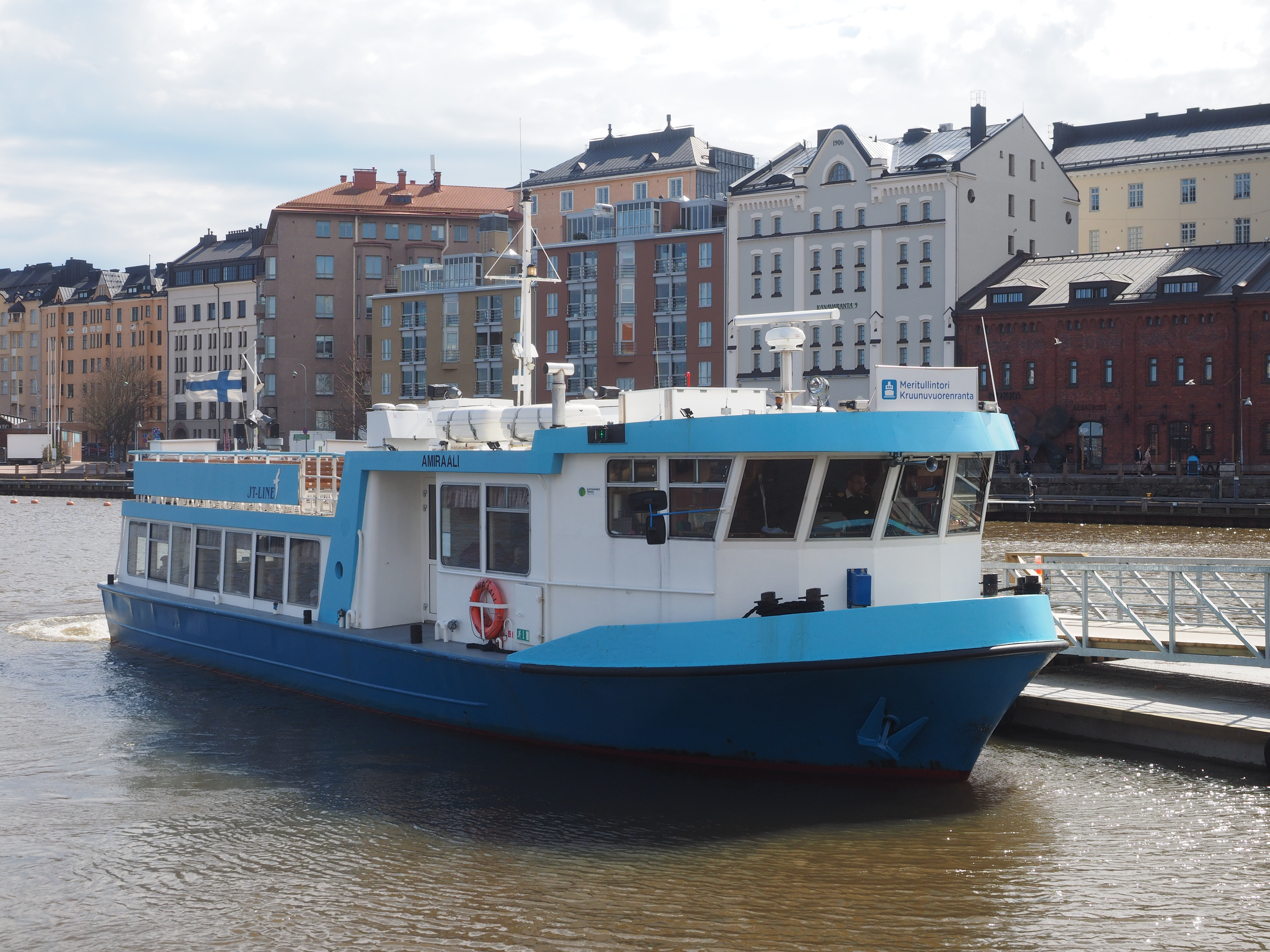
M/S Amiraali vid Norra kajen i Kronohagen